# Zeami Motokijo
Zeami Motokiyo (世阿弥 元清) (c. 1363 – c. 1443), tudi Kanze Motokiyo (観世 元清), je bil japonski estet, igralec in dramatik.  

## Igralec
V gledališče ga je vpeljal njegov oče, Kan'ami, tudi igralec. Skupaj sta ustanovila Noh theatre. Ko je Kan'ami'jeva skupina je nastopila pred Ashikaga Yoshimitsujem, šogunom Japonske, ga je šogun prosil, da bi Zeami omogočil dvorno izobrazbo v umetnosti. Šogun je vzel na dvor fanta po shudo tradiciji kot ljubimca leta 1374.
Zeami je sledil očetovemu stilu v stil, ki se danes imenuje Noh - mešanico pantomime in vokalnih spretnostih.

## Dela
Zeamiju pripisujejo vsaj 50 iger. Najbolj znana dela so Izutsu, Hagoromo (Pernati plašč), Koi no omoni (Breme ljubezni).
Poleg iger in glavnega teoretičnega dela, Fūshi kaden (風姿花伝)— znanega tudi kot Kadensho (花伝書)—, je Zeami pisal tudi praktična navodila za igralce in uveljavil gledališče Noh kot resno obliko umetnosti. Njegove knjige niso zgolj navodila, temveč tudi estetska poročila o duhovni kulturi Japonske.

## Dodatna literatura
- On the Art of the No Drama:  The Major Treatises of Zeami, 1984, M. Yamazaki (ed.), J. T. Rimer (tr.)
- The House Of Kanze, Nobuko Albery, 1985, Simon And Schuster, New York, ISBN 0-671-60520-8 (novel)
- Zeami's Style: The Noh Plays of Zeami Motokiyo Arhivirano 2008-05-03 na Wayback Machine., Thomas Blenman Hare, Stanford University Press, Stanford, 1986.
- The Flowering Spirit: Classic Teachings on the Art of Nō, Zeami, William Scott Wilson (tr.), Kodansha International, Tokyo, Japan, 2006, ISBN 4-7700-2499-1 (Fūshi kaden translated)
- Zeami: Performance Notes, 2008, Tom Hare (tr.), Columbia University Press, ISBN 978-0-231-13958-8